# Karl Höllenreiner
Der Sinto Karl Höllenreiner (* 9. März 1914 in Fürth; † 1. September 1984) war ein Überlebender des Porajmos. Er sagte als Zeuge und Opfer der Meerwasserversuche beim Nürnberger Ärzteprozess aus und ohrfeigte den Angeklagten.

## Leben
Höllenreiner wurde am 29. Mai 1944 verhaftet und ins bis August 1944 bestehende Zigeunerlager Auschwitz deportiert. Er wurde dort mit der Häftlingsnummer Z 10062 tätowiert und registriert.
Von dort wurde er in das KZ Buchenwald weiterdeportiert. Mitte Juli 1944 erfolgte der Weitertransport ins KZ Dachau, wo er unfreiwilliger Proband der Meerwasserversuche von Wilhelm Beiglböck wurde. Anschließend wurde er in einem KZ-Außenkommando der Messerschmitt GmbH als Zwangsarbeiter eingesetzt.

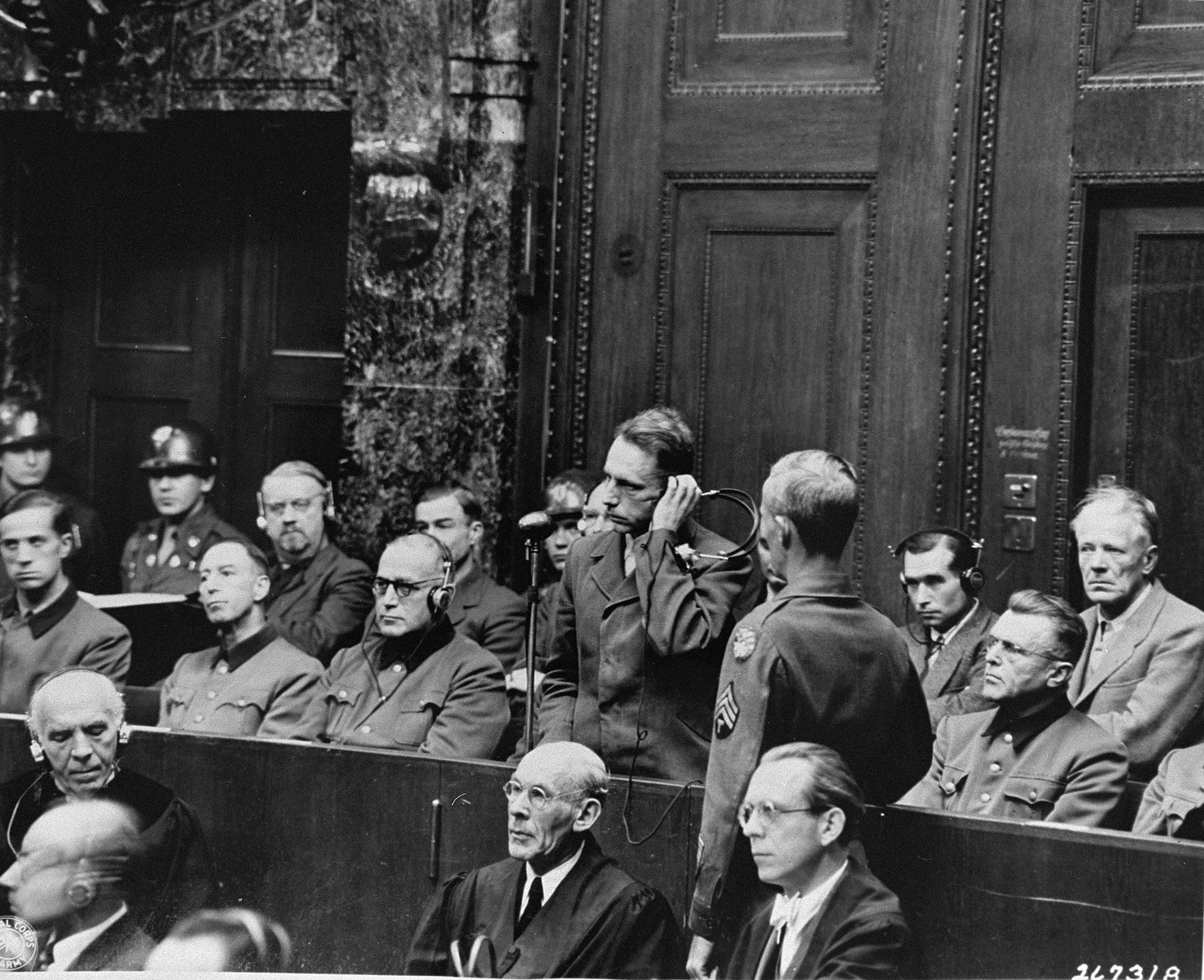
Nürnberger Ärzteprozess: Wilhelm Beiglböck bekennt sich „Nicht schuldig“

Nach Kriegsende arbeitete er als Textilwaren- und Musikinstrumentehändler. Während seiner Zeugenaussage am 17. Juni 1947 beim Ärzteprozess ohrfeigte er den Angeklagten, er wurde hierfür zu 90 Tagen Haft verurteilt, kurz darauf auf Bewährung freigelassen.

„In der folgenden Woche begannen die eigentlichen Experimente. Wir erhielten überhaupt keine Nahrung mehr und nur Seewasser oder chemisch präpariertes Seewasser zu trinken. Nach meiner Erinnerung war unsere Gruppe von 40 Zigeunern in drei ungefähr gleichstarke Untergruppen aufgeteilt. Gruppe 1 erhielt nur richtiges Seewasser. Gruppe 2 erhielt nur chemisch präpariertes Seewasser, welches eine dunkel-gelbe Farbe hatte und bestimmt noch viel schlimmer war als reines Seewasser. Gruppe 3 erhielt nur präpariertes Seewasser, welches ungefähr aussah wie richtiges Trinkwasser. Ich gehörte zu Gruppe 2. [...] Während dieser Experimente hatte ich furchtbare Durstanfälle, fühlte mich sehr krank, verlor stark an Gewicht und zum Schluss bekam ich Fieber und fühlte mich so schwach, dass ich mich nicht mehr auf den Beinen halten konnte. [...]
Ich erinnere mich noch genau an eine Szene, wo ein tschechoslowakischer Zigeuner den Doktor der Luftwaffe gebeten hat, dass er unmöglich noch mehr Wasser trinken könnte. Dieser tschechoslowakische Zigeuner wurde daraufhin auf Anordnung von dem Doktor der Luftwaffe an ein Bett festgebunden, der Doktor der Luftwaffe goss diesem Zigeuner persönlich mittels einer Magenpumpe gewalttätig das Seewasser herunter. Während der Experimente erhielten die meisten Zigeuner Leber- und Rückenmarkpunktionen. Ich selbst habe eine Leberpunktion erhalten und weiß aus meiner eigenen Erfahrung, dass diese Punktionen furchtbar schmerzhaft waren. Noch heute, wenn das Wetter wechselt, fühle ich starke Schmerzen, wo die Leberpunktion durchgeführt wurde. Alle Leber- sowie Rückenmarkpunktionen wurden von dem Doktor der Luftwaffe persönlich durchgeführt ... [...] Von den ursprünglich 40 Mann hat einer, wie bereits erwähnt, die Versuche nur wenige Tage mitgemacht. Drei waren so dem Tode nah, dass man sie am selben Abend auf Tragbahren, mit weißen Tüchern abgedeckt, herausgetragen hat. Von diesen drei habe ich niemals wieder etwas gehört.“